# Cyclochlamys gaussiana
Cyclochlamys gaussiana is een tweekleppigensoort uit de familie van de Cyclochlamydidae. De wetenschappelijke naam van de soort is voor het eerst geldig gepubliceerd in 1912 door Thiele.